# سیاره‌ها

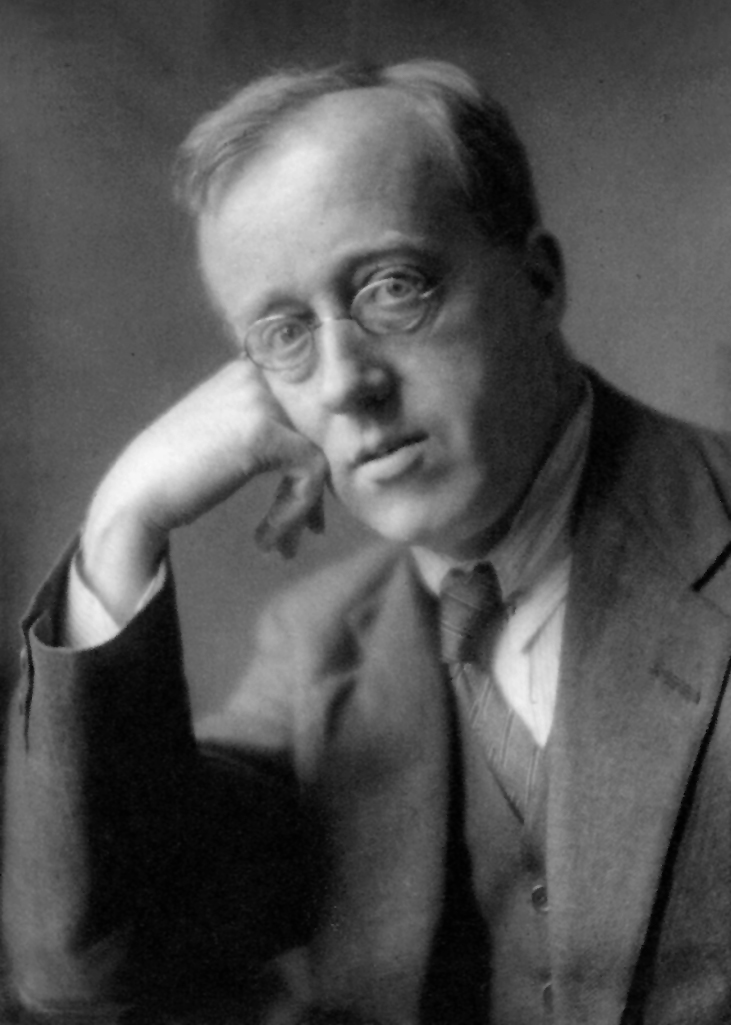
گوستاو هولست

سیاره‌ها، (انگلیسی: The Planets) اپوس ۳۲، سوییتی هفت موومانه برای ارکستر، ساختهٔ آهنگساز انگلیسی، گوستاو هولست که میان ۱۹۱۴ و ۱۹۱۷ میلادی تصنیف شده است. هریک از موومان‌های این سوییت برپایهٔ یکی از سیاره‌های سامانهٔ خورشیدی و ویژگی نجومی آن بنا بر تعریف هولست، نامگذاری شده است.
این سوییت از زمان نخستین اجرای آن تاکنون، بسیار محبوب و اثرگذار بوده است. تاکنون به‌طور گسترده‌ای ضبط و اجرا شده است. با این وجود، تا چندین سال پس از تکمیلش، در یک اجرای عمومی به‌طور کامل شنیده نشده بود. اگرچه میان سپتامبر ۱۹۱۸ و اکتبر ۱۹۲۰ چهار بار اجرا شد، این اجراها یا خصوصی (نخستین اجرا در لندن)، یا ناکامل (دو اجرای دیگر در لندن و یک اجرا در بیرمنگام) بودند. نخستین اجرای آن در ۲۹ سپتامبر ۱۹۱۸ در کویینز هال انجام گرفت. این اجرا به وسیلهٔ دوست هولست، آدریان بولت در مقابل حدود ۲۵۰ نفر رهبری شد. سرانجام، نخستین اجرای عمومی و کامل آن به رهبری آلبرت کوتس و اجرای ارکستر سمفونیک لندن در ۱۵ نوامبر ۱۹۲۰ انجام گرفت.

## سازها
این کار برای ارکستری بزرگ ساخته شده است که شامل چهار فلوت، سه ابوا، سه کلارینت، یک کلارینت باس، سه فاگوت، یک کنترفاگوت، شش کر، چهار ترومپت، دو ترومبون، یک ترومبون، باس، یک توبای تنور، یک توبای باس، شش تیمپانی، طبل بزرگ، طبل کوچک، سنج، مثلث، تام-تام، دایره زنگی، گلوکنشپیل، زیلوفون، سلستا، ارگ بادی، دو چنگ، و ارکستر زهی. در نپتون، دو گروه کر سه قسمی از زنان (هر کدام دارای دو سوپرانو و یک آلتو) افزوده می‌شوند.

## ساختار
این سوییت دارای هفت موومان است که هر کدام نام یکی از سیاره‌ها و ویژگی نجومیشان را بر خود دارند. یک اجرای آن در حدود پنجاه دقیقه زمان می‌برد:
1. مریخ، جنگاور (۱۹۱۴)
2. زهره، صلح‌آور (۱۹۱۴)
3. عطارد، پیغام‌آور بالدار (۱۹۱۶)
4. مشتری، خوشی‌آور (۱۹۱۴)
5. زحل، آورندهٔ دوران باستان (۱۹۱۵)
6. اورانوس، جادوگر (۱۹۱۵)
7. نپتون، عارف (۱۹۱۵)

عنوان اصلی هولست، همچنان که در دست‌نوشته‌اش دیده می‌شود، «سه قطعه برای ارکستر بزرگ» بوده است. هولست به احتمال زیاد در اجرای پنج قطعه برای ارکستر شونبرگ در ۱۹۱۴ (همان سالی که مریخ، زهره، و مشتری را نوشت) شرکت کرده است. او یک دفترچهٔ نوت آن کار را در اختیار داشته است که تنها دفترچه‌ای از کاری از شونبرگ بوده که هولست در اختیار داشته است. هر کدام از موومان‌های سیاره‌ها تنها با بخش دوم نامشان صدا زده می‌شدند. نامگذاری امروزی در نخستین اجرای عمومی اما ناکامل کار در سپتامبر ۱۹۱۸ استفاده شد.